# ×Anthrichaerophyllum
×Anthrichaerophyllum là chi thực vật có hoa trong họ Apiaceae.